# Federica Radicchi
Federica Radicchi, född 21 december 1988 i Rom, är en italiensk vattenpolospelare (försvarare) som spelar för Waterpolo Messina. Hon ingick i Italiens damlandslag i vattenpolo vid olympiska sommarspelen 2012.
Radicchi gjorde fyra mål i den olympiska vattenpoloturneringen 2012 i London där Italien kom på sjunde plats. Hon spelade även i det italienska landslag som tog silvret vid den olympiska vattenpoloturneringen i Rio de Janeiro.
Radicchi tog EM-silver år 2006 i Belgrad och ingick i laget som kom på tionde plats i VM 2013 i Barcelona.